# 莫克里亞利河

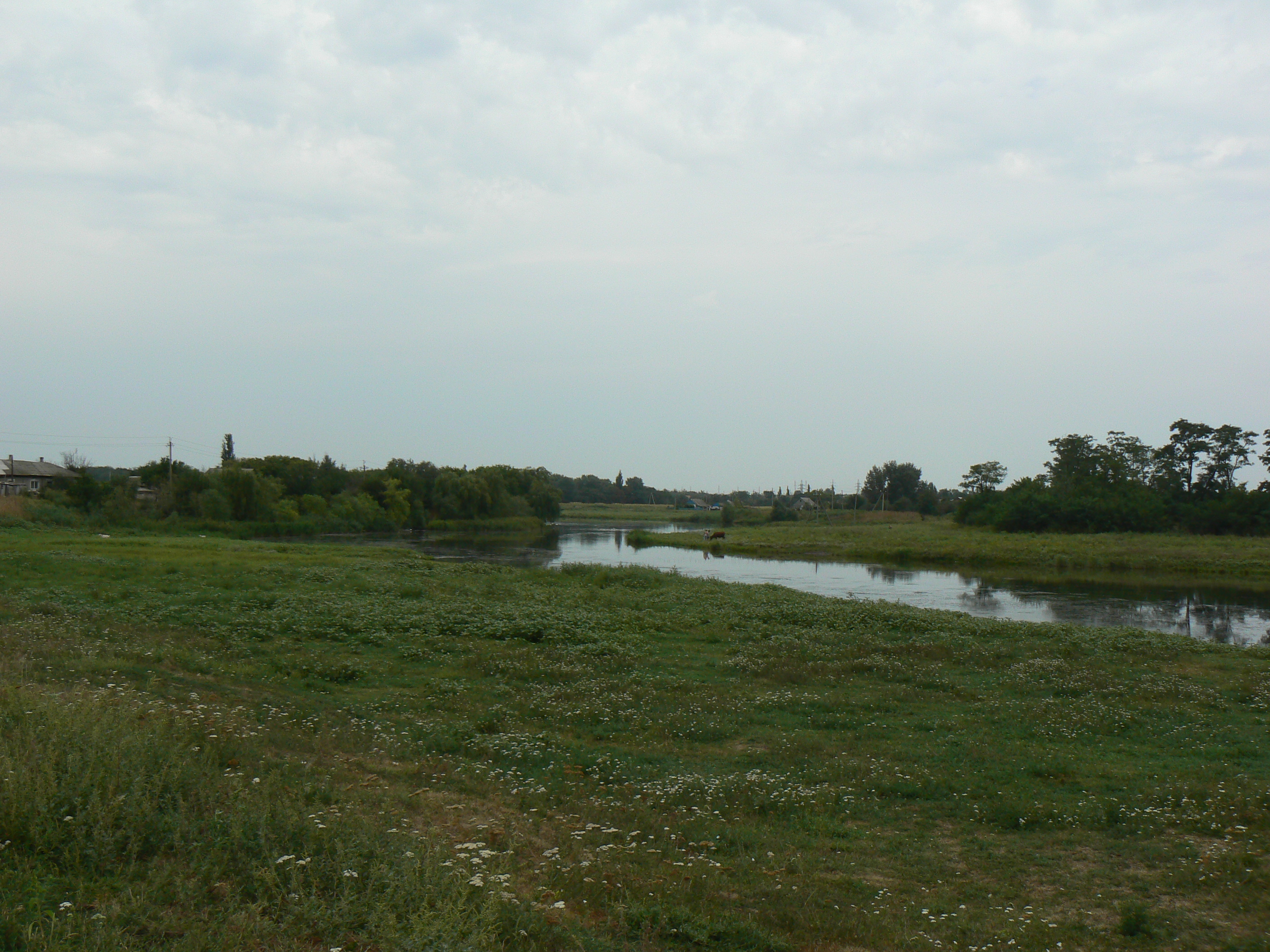

莫克里亞利河（羅馬化：Mokri Yaly）是烏克蘭的河流，發源自亞速高地，流經頓涅茨克州，最終注入沃夫恰河，河道全長147公里，流域面積2,660平方公里，河口處寬50米。